# LYKAON (企業)
LYKAON株式会社（リカオン）は、SEO対策システム販売事業を主とする企業である。本社は東京都渋谷区にある。

## 概要
LYKAON株式会社(リカオン)は、SEO対策システム販売事業を主とする企業である。
本社は東京都渋谷区にある。

## 設立
2003年 08月

## 従業員数
215名。平成27年2月末時点

## 資本金
9,918万円

## 所在地

### 東京本社
東京都渋谷区渋谷1丁目17番2号 ヒューリック渋谷宮下公園ビル 7F(受付)・8F

### 沖縄支店
沖縄県那覇市久茂地三丁目25番6号